# Штанге, Уте
Уте Штанге (нем. Ute Stange; род. 2 апреля 1966, Heubach, Тюрингия), в замужестве Вагнер (нем. Wagner) и Шелль (нем. Schell) — немецкая гребчиха, выступавшая за сборные ГДР и объединённой Германии в 1980-х и 1990-х годах. Чемпионка летних Олимпийских игр в Сеуле, обладательница бронзовой медали Олимпиады в Барселоне, двукратная чемпионка мира, победительница многих регат национального и международного значения.

## Биография
Уте Штанге родилась 2 апреля 1966 года в коммуне Массерберг, ГДР. Проходила подготовку в Лейпциге в спортивном клубе DHfK. Тренировалась под руководством Херты Вайссиг и Вольфганга Шелля, за которого впоследствии вышла замуж.
Впервые заявила о себе в гребле в 1983 году, выиграв серебряную медаль в восьмёрках на юниорском мировом первенстве во Франции. Год спустя на аналогичных соревнованиях в Швеции завоевала в той же дисциплине золото.
Первого серьёзного успеха на взрослом международном уровне добилась в сезоне 1985 года, когда вошла в основной состав восточногерманской национальной сборной и побывала на чемпионате мира в Хазевинкеле, откуда привезла награду серебряного достоинства, выигранную в зачёте распашных рулевых восьмёрок.
В 1986 году в восьмёрках выиграла серебряную медаль на мировом первенстве в Ноттингеме.
Благодаря череде удачных выступлений удостоилась права защищать честь страны на летних Олимпийских играх 1988 года в Сеуле — в составе команды, куда также вошли гребчихи Аннегрет Штраух, Юдит Цайдлер, Уте Вильд, Аня Клуге, Беатрикс Шрёэр, Катрин Хаккер, Рамона Бальтазар и рулевая Даниэла Нойнаст, заняла в женских восьмёрках первое место, завоевав тем самым золотую олимпийскую медаль. За это выдающееся достижение по итогам сезона была награждена орденом «За заслуги перед Отечеством» в золоте.
В 1989 году в безрульных четвёрках одержала победу на чемпионате мира в Бледе, при этом выступала уже под фамилией своего первого мужа Вагнер.
На мировом первенстве 1990 года в Тасмании получила бронзу в программе восьмёрок.
После объединения ГДР и ФРГ вошла в состав гребной сборной Германии и продолжила принимать участие в крупнейших международных регатах. Так, в 1991 году представляла страну на чемпионате мира в Вене, показав в восьмёрках пятый результат.
В 1992 году отправилась выступать на Олимпийских играх в Барселоне и выиграла бронзовую медаль в зачёте восьмёрок — здесь её экипаж опередили гребчихи из Канады и Румынии. За это достижение удостоилась высшей спортивной награды Германии «Серебряный лавровый лист».
На чемпионате мира 1993 года в Рачице получила бронзовую награду в восьмёрках.
В 1994 году была лучшей в восьмёрках на мировом первенстве в Индианаполисе.
Находясь в числе лидеров немецкой национальной сборной, Уте Шелль благополучно прошла отбор на Олимпийские игры 1996 года в Атланте, однако на сей раз попасть в число призёров не смогла — в восьмёрках квалифицировалась в утешительный финал B и расположилась в итоговом протоколе соревнований лишь на восьмой строке.